# Смиловичівська селищна рада
Смиловичівська селищна рада (біл. Сьмілавіцкі пасялковы савет) — адміністративно-територіальна одиниця в складі Червенського району розташована в Мінській області Білорусі. Адміністративний центр — містечко Смиловичі.
Смиловичівська селищна рада розташована в центральній частині Білорусі, і в центрі Мінської області орієнтовне розташування — супутникові знимки [Архівовано 25 серпня 2011 у WebCite], на захід від районного центру Червеня.
До складу сільради входять 18 населених пунктів:
- Журавковичі • Адинь • Верхліс • Вижари • Гудовичі • Дукорщина • Загір'я • Запілля • Корзуни • Красевичі • Кулики • Лисиці • Підгір'я • Смогорівка • Смоленка • Сніжки • Старино • Шестиснопи.